# Liam Ó Buachalla
Liam Ó Buachalla (* 1899; † 15. Oktober 1970) war ein irischer Politiker (Fianna Fáil) und gehörte dem Seanad Éireann, dem Oberhaus des irischen Parlaments von 1939 bis 1969 an.

## Leben und Wirken
Ó Buachalla wurde am 7. Oktober 1939 von Taoiseach Éamon de Valera als Senator im 3. Seanad Éireann nominiert und besetzte damit den vakanten Sitz des im September verstorbenen Senators Maurice George Moore neu. Nachdem er auch in den 4. und 5. Seanad Éireann nominiert wurde, erfolgte während seiner weiteren politischen Karriere als Senator im 6. bis zum 11. Seanad Éireann seine Wahl im Cultural and Educational Panel. Als Mitglied des Seanad Éireann war Ó Buachalla von 1951 bis 1954 sowie erneut von 1957 bis 1969 als Cathaoirleach dessen Vorsitzender. Bei den Wahlen zum 12. Seanad Éireann im Jahr 1969 trat er nicht mehr an.